# Conrad IV de Frontenhausen
Pour les articles homonymes, voir Conrad IV.
Conrad IV de Frontenhausen et Teisbach, ou Conrad de Lechsgemünd (né autour de 1170 et mort le 8 ou 9 avril 1226 à Ratisbonne) est un prélat allemand qui fut de 1204 à 1226 évêque de Ratisbonne et à partir de 1205 chancelier du roi Philippe de Souabe.
Conrad a marqué son époque à deux fois égards : en tant qu'homme politique il fut un des acteurs majeurs dans le combat de Ratisbonne à s'affirmer  comme État à la fin du XIIe siècle et dans la première moitié du XIIIe siècle ; et en tant que responsable spirituel il fut l'un des principaux organisateurs des hospices de l'histoire de Ratisbonne. 

## Biographie
Conrad est le fils unique du comte Henri II et de la comtesse Adélaïde de Frontenhausen, Teisbach et Megling, dont les principaux domaines se trouvaient dans les terres du cours moyen de la Vils en Basse-Bavière. Une fois sa formation spirituelle terminée, Conrad devient en 1194 chanoine à Passau, prévôt de la cathédrale 
de Freising, puis chanoine de la cathédrale de Ratisbonne. En 1204, il est élu par le chapitre évêque de Ratisbonne, succédant à Conrad III de Laichling, 
Sa première tâche en tant que prince-évêque est de régler le conflit avec le duc de Bavière, Louis de Kelheim (1183-1231), qui revendiquait l'héritage du landgrave de Stefling mort en 1196 et devenu spécialement burgrave de Ratisbonne. La  querelle qui a éclaté en 1203 s'est terminée en 1205 par un traité de paix qui délimite les futures zones d'influence. Le duc Louis reçoit seul le burgraviat, et toutes les autres responsabilités à Ratisbonne sont partagées entre le duc et l'évêque, de sorte que la ville se trouve désormais avec deux maîtres. La confirmation de cette double direction par le « Philippinum » du roi allemand Philippe de Souabe a lieu le 9 mars 1207, les deux opposants se sentant encore plus renforcés. L'évêque Conrad, cependant, en tant que chancelier du roi (à partir de 1205) jouit d'une double fonction qui entraîne des difficultés : il est gardien de la position royale et en même temps doit défendre sa position de prince-évêque de Ratisbonne. 
Le duc Louis forme en 1209 un landtag pour la Bavière en 1209 à Ratisbonne. Le duc installe en 1210 l'Ordre teutonique dans l'ancien burgraviat. Il construit un hôtel de ville, renforce sa cour à l'Alter Kornmarkt, peut-être également est à l'origine de la fondation de la chapelle Saint-Ulrich à la cathédrale comme église de sa cour ducale.
Conrad IV de son côté se consacre à la politique sociale pendant ces années - que ce soit en tant que personnalité médiévale soucieuse du salut de son âme ou pour amener les citoyens de Ratisbonne à ses côtés. Dans tous les cas, avec les citoyens vers 1212-1214, il déplace le trop petit hôpital Saint-Jean vers la cathédrale et l'hôpital du Pont à Stadtamhof et fait don de la grande somme de 7.000 pfennigs de sa propre fortune en 1220-1221. En 1217, il confirme la propriété de ce qui est maintenant l'hôpital Sainte-Catherine (Katharinenspital) et en 1226 publie les statuts de l'hôpital qui sont encore valables aujourd'hui. Jusqu'à sa destruction en 1809, une statue grandeur nature sur le pilier central du portail de l'hôpital montrait l'évêque Conrad IV comme bienfaiteur. 
Le jour de la diète de Ratisbonne de Frédéric II, en février 1213, l'évêque Conrad regagne du terrain avec le renouvellement du traité sur la division de la ville entre le duc et l'évêque. Le point culminant du pouvoir épiscopal à Ratisbonne est l'année 1219, au cours de laquelle Frédéric II confirme à l'évêque Conrad sa souveraineté illimitée sur la ville. 
Dans le domaine spirituel, Conrad IV ouvre la voie aux franciscains qui s'installent en 1226 à Ratisbonne dans leur couvent du Saint-Sauveur, à l'emplacement de l'actuelle place de Dachau. 
Conrad IV meurt le 8 avril 1226. Il est enterré à la chapelle Sainte-Catherine de la cathédrale  romane de Ratisbonne.

## Source de la traduction
- (de) Cet article est partiellement ou en totalité issu de l’article de Wikipédia en allemand intitulé « Konrad IV. von Frontenhausen » (voir la liste des auteurs).